# Tage (croiseur)
Pour les articles homonymes, voir Tage (homonymie).
Le Tage est un navire, croiseur protégé de 1re classe de la Marine nationale française en service de 1890 à 1907. C'est le deuxième croiseur protégé français construit après le Sfax.

## Construction
Le Tage est le deuxième croiseur protégé mis en œuvre par la Marine nationale française. C'est un trois-mâts barque de fabrication composite avec machines à vapeur doté de trois cheminées. Sa coque à étrave à éperon est faite d'acier, et les ponts de teck sont doublés de même. Sa quille est posée le 1er juillet 1885 aux Ateliers et Chantiers de la Loire à Saint-Nazaire. Il est lancé en octobre 1886. Il est donné pour 118,87 m de long, 16,4 m de large et un tirant d'eau de 7,67 m. Il déplace 7469 t et file un peu plus de 19 nœuds. Il est mû par deux machines à vapeur à charbon à triple détente et 12 chaudières qui délivrent entre 9800 ch. et 12500 ch. sur 2 hélices. Il emporte 1900 t de charbon et a un rayon d'action de 8000 nautiques à 10 nœuds. Son armement principal se compose de 8 canons de 164 mm, 10 canons de 138 mm et des tubes lance-torpilles de 381 mm. Il possède un blindage de 50 mm à 89 mm. Il est manœuvré par 538 membres d'équipage.

## Histoire
En service au 1er décembre 1890, il sert dans la Force Navale de l'Atlantique et, a Brest pour port d'attache. Rien de notable dans sa carrière sinon quelques visites de courtoisie dans des ports des États-Unis avec escales aux Antilles françaises. En 1900, on installa 12 chaudières à tubes à eau type Belleville ce qui réduisit drastiquement la consommation de charbon. On modifia aussi l'armement et la mâture (dépose du grand-mât). En 1907, il est placé en réserve à Landévennec et démoli à partir du 1er janvier 1910.